# Quercus xalapensis
Quercus xalapensis Bonpl. – gatunek rośliny z rodziny bukowatych (Fagaceae Dumort.). Występuje naturalnie na obszarze od Meksyku po Honduras i Nikaraguę. 

## Morfologia

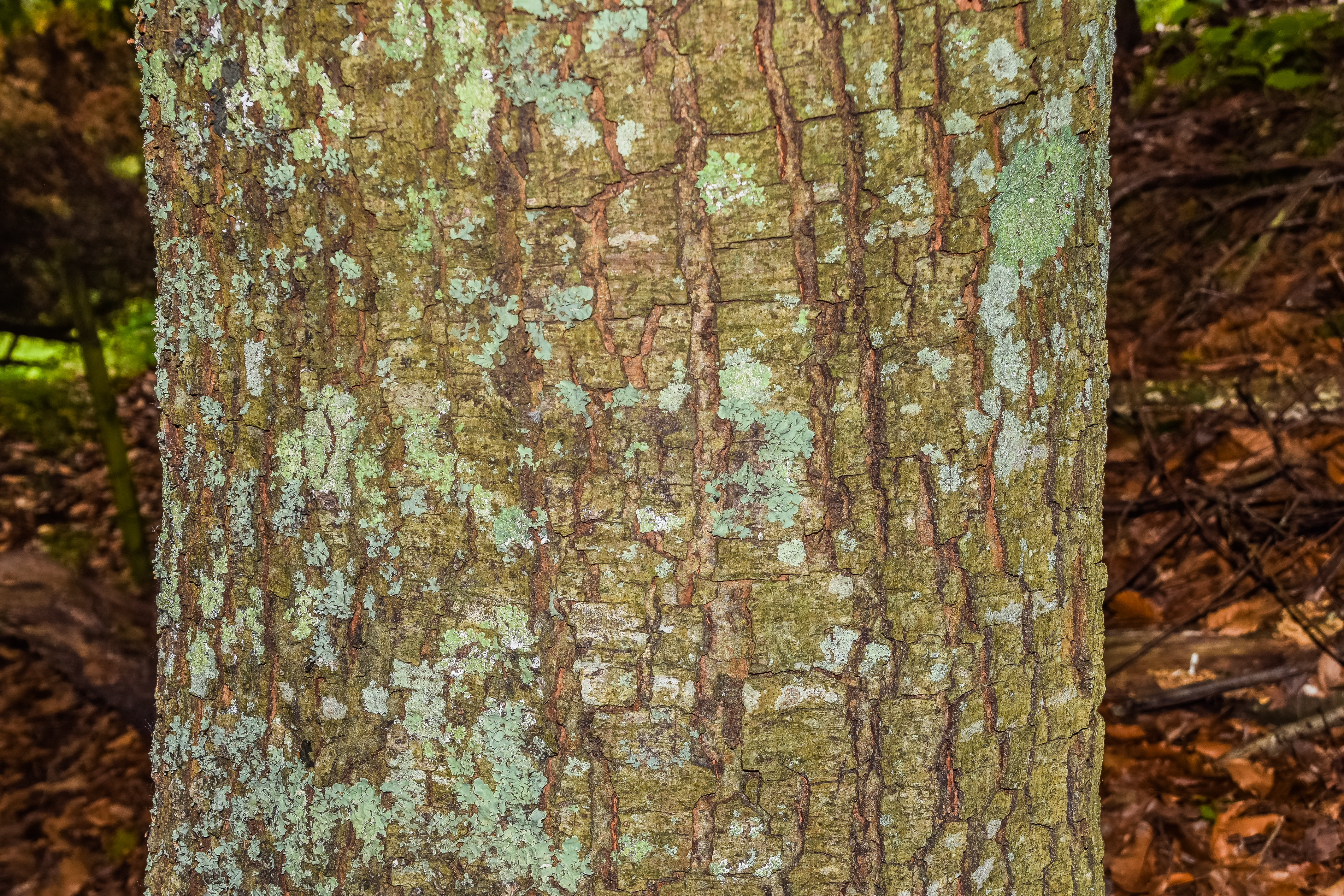
Kora

PokrójZimozielone drzewo dorastające do 10–30 m wysokości. Kora ma szarą lub czarną barwę.
LiścieBlaszka liściowa ma owalny kształt. Mierzy 7–19 cm długości oraz 2–7 cm szerokości, jest ząbkowana na brzegu, ma klinową lub zaokrągloną nasadę i spiczasty wierzchołek. Ogonek liściowy jest nagi i ma 1–3 mm długości.
OwoceOrzechy zwane żołędziami o jajowatym kształcie, dorastają do 18–24 mm długości i 12–16 mm średnicy. Osadzone są pojedynczo w miseczkach w półkulistym kształcie lub w formie talerza, które mierzą 8–12 mm długości i 18–25 mm średnicy. Orzechy otulone są miseczkami w 20–40% ich długości.

## Biologia i ekologia
Rośnie w lasach mieszanych. Występuje na wysokości od 1000 do 1400 m n.p.m. Kwitnie od marca do czerwca, natomiast owoce dojrzewają od września do października.